# Cochliostema velutinum
Cochliostema velutinum är en himmelsblomsväxtart som beskrevs av Robert William Read. Cochliostema velutinum ingår i släktet Cochliostema och familjen himmelsblomsväxter.
Artens utbredningsområde är Colombia. Inga underarter finns listade.